# Рікардо Кано
Рікардо Кано (ісп. Ricardo Cano; нар. 26 лютого 1951) — колишній аргентинський тенісист.
Найвищу одиночну позицію світового рейтингу — 41 місце досяг 26 липня 1976, парну — 285 місце — 2 січня 1984 року.
Здобув 4 парні титули.
Найвищим досягненням на турнірах Великого шолома було 3 коло в одиночному розряді.

## Фінали за кар'єру

### Парний розряд (4–6)
| Результат | W/L | Рік  | Турнір                   | Покриття | Партнер         | Суперники                       | Рахунок       |
| --------- | --- | ---- | ------------------------ | -------- | --------------- | ------------------------------- | ------------- |
| Перемога  | 1–0 | 1973 | Буенос-Айрес, Аргентина  | Ґрунт    | Гільєрмо Вілас  | Патрісіо Корнехо Іван Моліна    | 7–6, 6–3      |
| Перемога  | 2–0 | 1976 | Гілверсум, Нідерланди    | Ґрунт    | Белус Прахокс   | Войцех Фібак Балаж Тароці       | 6–4, 6–3      |
| Поразка   | 2–1 | 1976 | Норт-Конвей, США         | Ґрунт    | Віктор Печчі    | Браян Готтфрід Рауль Рамірес    | 3–6, 0–6      |
| Поразка   | 2–2 | 1976 | Сан-Паулу, Бразилія      | Килим    | Белус Прахокс   | Літо Альварес Віктор Печчі      | 4–6, 6–3, 3–6 |
| Поразка   | 2–3 | 1976 | Буенос-Айрес, Аргентина  | Ґрунт    | Белус Прахокс   | Карлус Кірмайр Тіто Васкес      | 4–6, 5–7      |
| Поразка   | 2–4 | 1977 | Буенос-Айрес, Аргентина  | Ґрунт    | Антоніо Муньйос | Йон Ціріак Гільєрмо Вілас       | 4–6, 0–6      |
| Перемога  | 3–4 | 1981 | Борнмут, Велика Британія | Ґрунт    | Віктор Печчі    | Бастер Моттрам Томаш Шмід       | 6–4, 3–6, 6–3 |
| Перемога  | 4–4 | 1981 | Брюссель, Бельгія        | Ґрунт    | Андрес Гомес    | Карлус Кірмайр Кассіу Мотта     | 6–2, 6–2      |
| Поразка   | 4–5 | 1981 | Сантьяго, Чилі           | Ґрунт    | Белус Прахокс   | Ганс Гільдемайстер Андрес Гомес | 2–6, 6–7      |
| Поразка   | 4–6 | 1983 | Баїя, Бразилія           | Тверде   | Томас Кош       | Жівалдо Барбоза Жоао Суарес     |               |